# Bassoas
Bassoas (en francès Bassoues) és un municipi francès situat al departament del Gers i a la regió d'Occitània.

## Geografia

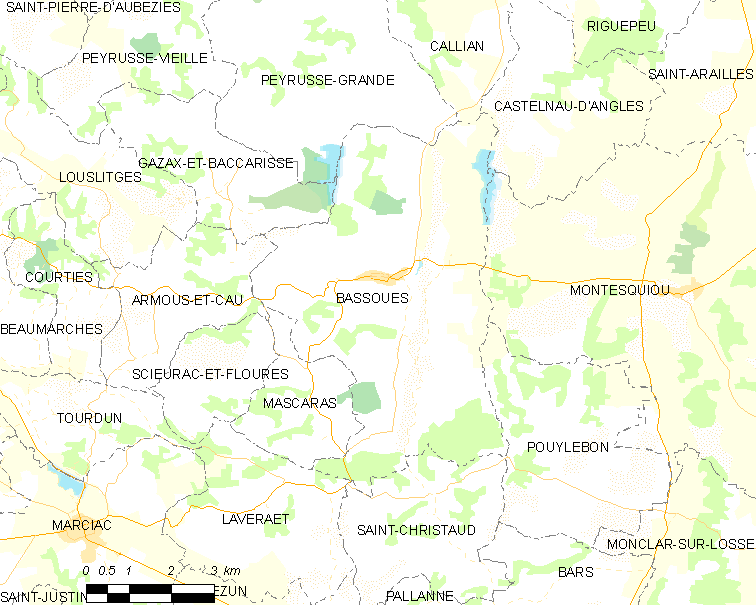
Mapa de la comuna de Bassoas

## Administració i política

### Alcaldes
| Període | Identitat      | Partit        |
| ------- | -------------- | ------------- |
| 2001-   | Claude Gatelet | Divers droite |

## Demografia
| 1962                                       | 1968 | 1975 | 1982 | 1990 | 1999 | 2006 |
| ------------------------------------------ | ---- | ---- | ---- | ---- | ---- | ---- |
| 631                                        | 538  | 512  | 503  | 454  | 376  | 389  |
| Des de 1962: població sense dobles comptes |      |      |      |      |      |      |